# Фаустин Кульчицький
Фаусти́н Кульчи́цький (нар. 15 лютого 1894, с. Середина, Волинь — пом. 19 січня 1960, Варшава) — польський композитор, диригент і педагог. Ректор Музичної академії імені Кароля Шимановського в Катовицях (1945—1956).

## Життєпис
Народився на Волині 1894 року.
З 1911 — навчався грі на кларнеті в Музичному інституті у Варшаві (клас професора кларнету барона Лессера).
Згодом навчався у Києві та від 1915 року — у Петербурзі. Серед його вчителів був Олександр Глазунов.
1921 — повернувся до Варшавської консерваторії. 1923 року отримав диплом цієї консерваторії, де він вивчав композицію у Романа Статковського, диригування у Еміля Млинарського та гру на фортепіано у Генрика Мельцера-Щавінського.
Згодом був диригентом 8 піхотного полку легіонів у званні капітана.
Керував філармонією в Любліні.
1930 року заснував єдину в Польщі Військову музичну школу при Сілезькій музичній консерваторії в Катовицях.
1934 року став ректором цієї консерваторії, наступником Вітольда Фрімана.
При консерваторії він створив симфонічний оркестр.
1937 року Кульчицький ініціював створення видання «Сілезькі музичні новини» (Śląskie Wiadomości Muzyczne) та заснував і став першим директором Музичного ліцею імені Кароля Шимановського у Катовицях (1937—1939).
Період  Другої світової війни він провів у Варшаві. Брав участь у підпільній просвітницькій роботі, офіційно працюючи у власному овочевому магазині в районі Жолібож. Був активним учасником Варшавського повстання, діючи в районі Середмістя, де командував зенітною обороною.
Після закінчення бойових дій повернувся до Катовиць, де 1945—1946 року був ректором Музичної академії імені Кароля Шимановського.
1947—1953 — професор і проректор Музичного університету Фридерика Шопена у Варшаві.
Також був директором департаменту Міністерства культури і мистецтв, організатором Об'єднаного музичного товариства.

## Творчість
- 1948 — Варіації для флейти та оркестру
- 1951 — Концерт для кларнету
- хорові твори, пісні, аранжування народної музики